# Iván Ania
 (juin 2019).
Iván Ania Cadavieco, né le 24 octobre 1977 à Oviedo (Asturies, Espagne), est un footballeur espagnol reconverti en entraîneur. Il jouait au poste de milieu de terrain. Il a passé la plus grande partie de sa carrière de joueur au Real Oviedo.
Depuis 2018, il entraîne le Racing de Santander, avec qui il obtient en 2019 la promotion en deuxième division.

## Biographie

### En club
Iván Ania débute en Liga avec le Real Oviedo le 11 juin 1995, lors d'un derby des Asturies face au Sporting de Gijón (victoire 1 à 0 d'Oviedo).
En 2001, il quitte Oviedo pour signer avec le CD Tenerife. Par la suite, en 2003, il rejoint le Rayo Vallecano, puis le Gimnàstic de Tarragone en 2004, et le Cádiz CF en 2005.
Il signe ensuite au Lorca Deportiva en 2006, puis au CD Covadonga en 2008 et enfin au Real Oviedo en 2009, où il met un terme à sa carrière de joueur en 2010.
Le bilan de sa carrière de joueur s'élève à 193 matchs en première division, pour 15 buts inscrits, et 86 matchs en deuxième division, pour 10 buts marqués. Il réalise sa meilleure performance lors de la saison 2000-2001, où il inscrit cinq buts en Liga.
En 2018, il devient entraîneur du Racing de Santander, avec qui il obtient la promotion en deuxième division. Il est démis de ses fonctions en novembre 2019.

### En équipe nationale
Iván Ania joue dans toutes les catégories inférieures de l'équipe d'Espagne. 
Il remporte le titre de champion d'Europe des moins de 18 ans en 1995.
Par la suite, en 1997, il participe à la Coupe du monde des moins de 20 ans organisée en Malaisie. Lors du mondial junior, il joue quatre matchs. L'Espagne s'incline en quart de finale face à l'Irlande.
Il obtient ensuite la médaille de bronze au championnat d'Europe espoirs en 2000 (deux matchs joués).